# Glòria Llobet i Brandt
Glòria Llobet Brandt (Barcelona, 5 d'abril de 1956) és una mestra i novel·lista en català.
Els seus primers passos al món de la narrativa la portaren a escriure per a joves. Amb la novel·la breu Els ulls del mirall (1988), la seva trajectòria va fer un viratge considerable, tot intentant explicar les emocions i neguits de protagonistes més grans, i s'ha orientat decidiament cap als lectors adults. Tot i així, la seva prosa no ha canviat i es manté amb un estil dinàmic i vivaç, que ara ha guanyat llibertat temàtica i de llenguatge.
La seva obra ha estat traduïda al basc, el gallec i el castellà.

## Premis literaris[1]
- 1991 - Joan Amades: Amb qui parles, Ignasi?
- 1992 - Goleta i Bergantí d'El Masnou: Crònica d'una infidelitat
- 1992 - Vila de l'Eliana: Què t'angoixa, Núria?
- 1992 - Mercè Rodoreda de l'Ajuntament de Molins de Rei: Absència
- 1993 - Enric Valor de narrativa juvenil de Picanya: Malgrat la boira
- 1998 - Novel·la Breu Ciutat de Mollerussa: Els ulls del mirall
- 1999 - Joanot Martorell de narrativa de Gandia: El cor de les pedres
- 2001 - Premi Enric Valor de novel·la en Valencià: Connecta't Sílvia
- 2002 - Enric Valor de novel·la de la Diputació d'Alacant: Connecta't Sílvia
- 2004 - Premi Pere Calders de Literatura Catalana: Llàgrimes de quitrà[4]
- 2008 - Premi Pollença de Narrativa: D'Àger a Katmandú[5]

## Obres
- Què t'angoixa, Núria?. Alzira: Bromera, 1993 [juvenil]
- T'escriuré. Barcelona: Baula, 1994 [juvenil]
- Malgrat la boira. València: Ed. del Bullent, 1994 [juvenil]
- A l'ombra d'un germà bessó. Alzira: Bromera, 1994 [juvenil]
- Groc de ginesta. Barcelona: Baula, 1995
- I ara què, Núria?. Alzira: Bromera, 1995 [juvenil]
- El diari de la Neus. Barcelona: Castellnou, 1996 [juvenil]
- Lara, quin nom!. Alzira: Bromera, 1997 [juvenil]
- Pensaré en tu. Alzira: Bromera, 1998 [juvenil][6]
- Els ulls del mirall. Barcelona: Columna, 1999[7]
- El cor de les pedres. Alzira: Bromera, 2000[8]
- Connecta't Sílvia. Alzira: Bromera, 2002 [juvenil][9][10]
- El pou. Alzira: Bromera, 2002 [juvenil]
- Llàgrimes de quitrà. Barcelona: Proa, 2005[11]
- D'Àger a Katmandú. Pollença: El Gall, 2009